# 栃木県立足利工業高等学校
栃木県立足利工業高等学校（とちぎけんりつあしかがこうぎょうこうとうがっこう）は、栃木県足利市西宮町に位置する県立工業高等学校。通称は「足工（あしこう）」。

## 概要
歴史
1895年（明治28年）に開校した「栃木県工業学校」（実業学校）を前身とする。1948年（昭和23年）の学制改革で新制の工業高等学校となった。2015年（平成27年）に創立120周年を迎えた。
設置課程・学科
全日制課程 3学科（学年制・修業年限3年）
- 機械科
- 産業デザイン科
- 電気システム科
  - 2年次から「電気コース」と「電子機械コース」に分かれる。

定時制課程 1学科（夜間・単位制・修業年限4年）
- 工業技術科

校訓
「向学・愛隣・剛健・創造」
校章
栃木県を象徴する栃の葉を背景にして中央に「足工」の文字（縦書き）を置いている。
校歌
作詞は風呂木武、作曲は川島博と早乙女典夫による。歌詞は3番まであり、各番に校名の「足利工高」が登場する。
制服
男子の冬服は学生服（学ラン）、女子の冬服は紺色のブレザーにチェックのスカートと胸元に赤色のリボン。
同窓会
旧制の校名「栃木県工業学校」にちなみ、「栃工会」（とちこうかい）と称している。
姉妹校
　ドイツ　カールセヴェリンク実業高等専門学校 - 2005年（平成17年）締結。
姉妹校とは年ごと交互に派遣団を派遣している。

## 沿革
前史
- 1885年（明治18年）11月16日 - 足利工商会経営による「足利織物講習所」が創立。

旧制・足利工業学校
- 1895年（明治28年）4月27日 - 旧足利織物講習所跡に「栃木県工業学校」が開校。染織科を設置し、修業年限を3年とする。
- 1896年（明治29年）9月8日 - 渡良瀬川氾濫のため校地・校舎が被災。
- 1897年（明治30年）9月26日 - 現在地に移転。
- 1901年（明治34年）5月17日 - 「栃木県立工業学校」と改称。
- 1910年（明治43年）9月8日 - 皇太子が来校。
- 1912年（明治45年）3月16日 - 新校舎が完成。
- 1914年（大正3年）5月29日 - 講堂が完成。
- 1918年（大正7年）3月19日 - 機械科本科を設置。
- 1922年（大正11年）11月14日 - 「栃木県立足利工業学校」と改称（2校目の県立工業学校の設置が決定したため）。
- 1934年（昭和9年）11月16日 - 昭和天皇が行幸[3]。
- 1939年（昭和14年）6月30日 - 第二本科機械科（修業年限2年）を設置。
- 1940年（昭和15年）3月22日 - 応用化学科（修業年限5年）を設置。
- 1942年（昭和17年）3月24日 - 染織科を「色染料」と「機織科」に分離。
- 1943年（昭和18年）
  - 3月31日 - 染織科を「紡織科」、応用化学科を「工業化学科」と改称。
  - 4月1日 - 中等学校令の施行により、この時の入学生から修業年限が4年となる。
- 1944年（昭和19年）4月 - 栃木県立第二工業学校 （夜間授業、機械科と工業化学科の2学科、修業年限4年）が併置される（定時制課程の始まり）。
- 1946年（昭和21年）4月1日 - 修業年限が5年となる（ただし4年修了時点で卒業することもできた）。
- 1947年（昭和22年）4月1日 - 学制改革（六・三制の実施）が行われる。
  - 工業学校としての募集を停止。
  - 新制中学校を併設し（名称:栃木県立足利工業学校併設中学校、以下・併設中学校）、工業学校1・2年修了者を新制中学校2・3年生として収容。
  - 工業学校3・4年生はそのまま工業学校4・5年生として在籍（ただし4年修了時点で卒業することもできた）。

新制・足利工業高等学校
- 1948年（昭和23年）4月1日 - 学制改革により足利工業学校が廃止され、新制高等学校「栃木県足利工業高等学校」が発足。
  - 全日制課程4学科（色染料・紡織科・機械科・工業化学科）を設置。第二工業学校を統合し定時制課程とする。定時制課程に普通科を新設。
  - 工業学校卒業者（5年修了者）を新制高校3年生、工業学校4年修了者を新制高校2年生、併設中学校卒業者（3年修了者）を新制高校1年生として収容。
  - 併設中学校を継承し（名称:栃木県足利工業高等学校併設中学校）、在校生が1946年（昭和21年）に工業学校へ最後に入学した3年生のみとなる。
- 1949年（昭和24年）3月31日 - 併設中学校を廃止。
- 1951年（昭和26年）4月1日 - 「栃木県立足利工業高等学校」（現校名）と改称。
- 1952年（昭和27年）3月31日 - 定時制普通科の募集を停止。
- 1953年（昭和28年）4月1日 - 定時制、染織科を設置。
- 1955年（昭和30年）10月27日 - 校舎の増改築と運動場の整地拡張が完成。
- 1959年（昭和34年）4月1日 - 全日制、電気科を設置。
- 1960年（昭和35年）4月1日 - 定時制、電気科を設置。
- 1963年（昭和38年）
  - 4月1日 - 全日制、色染料を「色染化学科」と改称。
  - 4月11日 - 鉄筋コンクリート造3階建ての東2号館（普通教室棟）が完成。
- 1964年（昭和39年）
  - 3月31日 - 定時制、給食室が完成。
  - 9月1日 - 定時制、完全給食を開始。
  - 10月1日 - 五十部町に第二運動場が完成。
- 1967年（昭和42年）4月1日 - 全日制、色染化学科と紡織科に女子生徒を募集。
- 1968年（昭和43年）2月8日 - 体育館兼講堂が完成。
- 1970年（昭和45年）4月1日 - 全日制、工業化学科に女子生徒を募集。
- 1971年（昭和46年）4月1日 - 全日制、電気科に女子生徒を募集。
- 1972年（昭和47年）1月6日 - 格技場が完成。
- 1973年（昭和48年）4月1日 - 全日制、紡織科を「繊維工学科」と改称。
- 1975年（昭和50年）3月31日 - 定時制、染織科の募集を停止。
- 1976年（昭和51年）
  - 3月31日 - 定時制、工業化学科の募集を停止。
  - 4月1日 - 全日制、機械科に女子生徒を募集。
- 1977年（昭和52年）4月1日 - 定時制、機械科と電気科の一括募集を行う。
- 1978年（昭和53年）10月3日 - 東1号館（管理・特別教室・普通教室棟）の改築が完了。
- 1979年（昭和54年）4月1日 - 定時制、機械科と電気科へ3年編入制度を導入。
- 1980年（昭和55年）2月12日 - 繊維工学科織編物製造実習棟が完成。
- 1981年（昭和56年）2月15日 - 生活指導室「日新寮」が完成。
- 1989年（平成元年）
  - 1月9日 - 電子機械科実習棟が完成。
  - 4月1日 - 全日制、色染化学科と繊維工学科の生徒募集を停止。全日制、産業デザイン科と電子機械科を設置。
  - 7月31日 - プールが完成。
- 1991年（平成3年）
  - 3月25日 - 図書館が完成。
  - 3月31日 - 全日制、色染化学科と繊維工学科を廃止。
- 1992年（平成4年）3月6日 - 運動部室が完成。
- 1993年（平成5年）3月20日 - 家庭科実習室の改修工事が完了。
- 1994年（平成6年）3月 - 定時制、新給食室が完成。
- 1995年（平成7年）
  - 4月1日 - 定時制、3修制（3年で卒業できる制度）を導入。
  - 10月31日 - 第2体育館が完成。
  - 11月10日 - 創立100周年記念式典を挙行。発祥の地に記念モニュメント「悠久」を建立。
- 2000年（平成12年）8月7日 - インターンシップを実施。
- 2001年（平成13年）12月25日 - 太陽光発電装置を設置。
- 2003年（平成15年）12月23日 - 工業化学科棟の改修工事が完了。
- 2005年（平成17年）
  - 1月25日 - 所蔵意匠登録見本（雲井織（織物）など4種13点 附商標）が栃木県の有形文化財に指定される。
  - 4月1日 - 定時制、機械科と電気科を統合し「工業技術科」に改編し、単位制を導入。
  - 11月18日 - 創立110周年を記念して　ドイツ　カールセヴェリンク実業高等専門学校と姉妹校締結に調印。
- 2007年（平成19年）
  - 2月15日 - 電気科棟の改修工事が完了。
  - この年 - 足利工業大学との高大連携事業を開始。
- 2008年（平成20年）4月1日 - 全日制、工業化学科の生徒募集を停止。
- 2009年（平成21年）8月26日 - 管理・特別普通教室棟の改修工事が完了。
- 2010年（平成22年）
  - 3月31日 - 全日制、工業化学科を廃止。
  - 9月10日 - 体育館兼講堂の耐震工事が完了。
- 2012年（平成24年）1月27日 - 産業デザイン科実習棟の改修工事が完了。
- 2019年   (平成31年/令和元年)平成31年度入学生を最後とし、電気科,電子機械科の募集を終了。来年度(2020年,令和2年)より電気システム科として再編。電気システム科は1年生で第2種電気工事士を受験しその他の授業にて基礎工業の知識と実技を学ぶ。2年生より電子機械と電気に分かれ専門課程授業を履修する。電気は電気工学を中心に履修する科である。電子機械はシステム,プログラム、生産などを履修する。
- 2020年  (令和2年度)新型肺炎の世界的流行(パンデミック)による感染症拡大防止の観点と、国境の封鎖が実施された為に訪日団の受け入れを取りやめ、国際交流事業を中止。

## 学校行事
全日制課程
定時制課程
- 5月 - 1年次生宿泊研修
- 6月 - 栃木県定時制通信制総合体育大会
- 10月 - 栃木県定時制通信制文化発表会
- 2月 - サヨナラパーティー

## 部活動
全日制課程
運動部
- 野球部

- 夏の甲子園大会に6回出場（1956年〈第38回〉・1963年〈第45回〉・1972年〈第54回〉・1982年〈第64回〉・1984年〈第66回〉・1987年〈第69回〉）

- ソフトテニス部
- 卓球部
- サッカー部
- バスケットボール部
- レスリング部
- バレーボール部
- ハンドボール部
- 剣道部
- ソフトボール部
- 弓道部
- バドミントン部
- テニス部（硬式）

文化部
- 吹奏楽部
- 茶道部
- 電気研究部
- 機械研究部
- 産業デザイン研究部(美術部、デザイン部、写真部)

定時制課程
運動部
- バドミントン部
- 卓球部
- バスケットボール部
- 柔道部
- ソフトテニス部
- サッカー部

文化部
- 技術部

## 著名な出身者
相撲
- 八染茂雄 - 1950年代に活躍した大相撲力士、旧制足利工業学校時代の卒業生

野球
- 川田幸夫 - 元プロ野球選手
- 石田真 - 元プロ野球選手（投手）
- 石井琢朗 - 元プロ野球選手（内野手 / プロ入り当初は投手）。現役時代は横浜大洋ホエールズ→横浜ベイスターズ・広島東洋カープに所属。プロ野球コーチ。

政治
- 久保田円次 - 元衆議院議員、防衛庁長官

芸能
- 川田紳司 - 声優

## 交通
最寄りの鉄道駅
- 東日本旅客鉄道 両毛線「足利駅」より徒歩25分
- 東武鉄道 伊勢崎線 「足利市駅」より徒歩25分

最寄りの国道・県道
- 栃木県道40号足利環状線

## 周辺
- 栃木県産業観光労働部出先機関
- 足利市立第一中学校
- 西渓園（せいけいえん）
- 西宮神社
- 長林寺
- 足利市さいこうふれあいセンター